# Handsome Boy Modeling School
Handsome Boy Modeling School est un groupe de hip-hop américain, actif entre 1999 et 2006. Le groupe est une collaboration entre Dan « The Automator » Nakamura (Gorillaz, Dr. Octagon, Deltron 3030) et Prince Paul (Stetsasonic, De La Soul, Gravediggaz).

## Biographie
Le nom de Handsome Boy Modeling School s'inspire d'un épisode de la série télévisée américaine Get a Life de Chris Elliott intitulé The Prettiest Day of My Life (Le plus beau jour de ma vie). En 1999, le duo publie son premier album, So... How's Your Girl?, le 19 octobre 1999 au label Tommy Boy Records,. Dans l'album, Dan the Automator incarne respectivement les personnages de Nathaniel Merriweather et Chest Rockwell. Un grand nombre d'artistes, dont Encore, J-Live, Sean Lennon, Cibo Matto, Miho Hatori, Moloko, Róisín Murphy et Del the Funky Homosapien, y participent ; le comédien Father Guido Sarducci y fait également des apparitions. L'album, positivement accueilli par la presse spécialisée, et classé 18e des Billboard Heatseekers, contient le titre Rock n' Roll (Could Never Hip Hop Like This), acquise pour une campagne publicitaire. Dan « The Automator » Nakamura se consacre alors par la suite, à d'autres projets musicaux dont Deltron 3030, Gorillaz, et Lovage.
Leur deuxième album, White People, publié le 9 novembre 2004 au label Elektra Records, met une fois de plus en scène des personnalités invitées. Certaines apparaissaient déjà dans le premier album, d'autres sont nouvelles, comme RZA, Chan Marshall (de Cat Power), Jack Johnson, Jamie Cullum, Mike Patton, Pharrell Williams, Linkin Park, Cedric Bixler Zavala, Alex Kapranos (de Franz Ferdinand), Barrington Levy, et le comédien Tim Meadows. L'album atteint la 168e place du Billboard 200.  
En 2006, Prince Paul annonce son retrait de la Handsome Boy Modeling School pour cause de conflits financiers avec Dan the Automator.

## Discographie

### Albums studio
- 1999 : So... How's Your Girl?
- 2004 : White People